# Conus trovaoi
Espèce
Statut de conservation UICN

 LC  : Préoccupation mineure
Conus trovaoi est une espèce de mollusques gastéropodes marins de la famille des Conidae.
Comme toutes les espèces du genre Conus, ces escargots sont prédateurs et venimeux. Ils sont capables de « piquer » les humains et doivent donc être manipulés avec précaution, voire pas du tout.

## Description
La taille de la coquille varie entre 25 mm et 44 mm.

## Distribution
Cette espèce est présente dans l'océan Atlantique au large de l'Angola.

### Niveau de risque d’extinction de l’espèce
Selon l'analyse de l'UICN réalisée en 2011 pour la définition du niveau de risque d'extinction, bien que cette espèce ait une aire de répartition relativement restreinte, aucune menace ne l'affecte actuellement car elle se trouve le long d'une portion de côte peu peuplée. Des prospections pétrolières ont été effectuées le long de la côte angolaise et d'éventuelles explorations pétrolières pourraient avoir un effet dans le futur bien qu'il n'y ait pas de développements actuels de ces activités. Actuellement, l'espèce est considérée comme étant de préoccupation mineure.

## Taxonomie

### Publication originale
L'espèce Conus trovaoi a été décrite pour la première fois en 2000 par les malacologistes Emilio Rolán (d) et Dieter Röckel (d) dans « Argonauta »,.

### Synonymes
- Conus (Lautoconus) trovaoi Rolán & Röckel, 2000 · appellation alternative
- Varioconus trovaoi (Rolán & Röckel, 2000) · non accepté